# Penaherreraus pradosiae
Penaherreraus pradosiae är en skalbaggsart som först beskrevs av Tavakilian och Peñaherrera 2003.  Penaherreraus pradosiae ingår i släktet Penaherreraus och familjen långhorningar. Inga underarter finns listade i Catalogue of Life.